# گالیا ناربوننسیس (استان رومی)
مقالات مرتبط: گالیا سیزالپینا ، گال‌ها
گال ناربونی یا گالیا ناربوننسیس (به لاتین "Gallia Narbonensis"؛ به فرانسوی: Gaule narbonnaise) یک استان رومی بود که در منطقه اکسیتانیا و پروونس کنونی در جنوب فرانسه قرار داشت. این استان همچنین به نام پرووینسیا نوسترا ("استان ما") شناخته می شد، زیرا اولین استان رومی در آنسوی کوه‌های آلپ بود و به عنوان گالیا ترانس‌آلپینا (به لاتین: "Gallia Transalpina"؛ به فرانسوی: "Gaule transalpine") که آن را از گالیا سیزالپینا در شمال ایتالیا متمایز می کرد. در اواخر قرن دوم قبل از میلاد به استان رومی تبدیل شد. گالیا ناربوننسیس در غرب با کوه‌های پیرنه، از شمال با کوه‌های سیون، از شرق با کوه‌های آلپ و از جنوب با خلیج لایون همسایه بود. این استان اکثر حوضه آبریز رودخانه رون را شامل می شد. منطقه غربی ناربونسیس به عنوان سپتیمانیا (Septimania) شناخته می شد. این استان به دلیل مستعمره یونانی ماسالیا، موقعیت آن بین استان های اسپانیا و روم و بازده مالی آن، بخش ارزشمندی از امپراتوری روم بود.

## بن مایه‌ها
1. 1 2  Maddison, Angus (2007), Contours of the World Economy 1–2030 AD: Essays in Macro-Economic History, Oxford: Oxford University Press, p. 41.
2. ↑  اقتصاد جهانی از آنگوس مدیسون.
3. ↑  دایره المعارف امپراتوری روم.